# Катажинув (Ліпський повіт)
Катажинув (пол. Katarzynów) — село в Польщі, у гміні Ліпсько Ліпського повіту Мазовецького воєводства.
Населення — 97 осіб (2011).
У 1975-1998 роках село належало до Радомського воєводства.

## Демографія
Демографічна структура станом на 31 березня 2011 року:
|          | Загалом | Допрацездатний вік | Працездатний вік | Постпрацездатний вік |
| -------- | ------- | ------------------ | ---------------- | -------------------- |
| Чоловіки | 41      | 5                  | 31               | 5                    |
| Жінки    | 56      | 8                  | 36               | 12                   |
| Разом    | 97      | 13                 | 67               | 17                   |